# جوردن کالووی
جوردن کالووی (انگلیسی: Jordan Calloway؛ زادهٔ ۱۹۹۰) هنرپیشه اهل ایالات متحده آمریکا است.